# Shikaft-e Gulgul

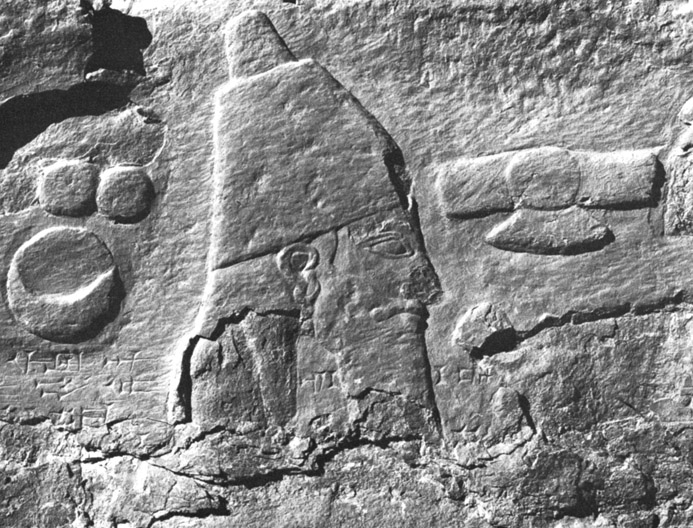
Shikaft-e Gulgul, Ilam (Iran)

Shikaft-e Gulgul (o "Grottoa di Gulgul") è una scultura nella roccia assira, con iscrizione, ubicata nei pressi di Gulgul, un villaggio vicino al monte Pushta-e Kuh, nel Luristan, Ilam (Iran). Consiste in un rilievo scolpito nella roccia, che risale al VII secolo a.C. ed è attribuito ad Esarhaddon.
Fu scoperto da Louis Vanden Berghe (Università di Gant, Musei reali dell'arte e della storia, Bruxelles). Il sovrano rappresentato indossa una tiara assira, veste con una tunica che lascia vedere solo i piedi, e porta orecchini. È armato con una spada che porta alla cintura, e regge una mazza nella mano destra. Il braccio destro è spezzato. Su entrambi i lati del re sono rappresentati simboli divini. Comprendono una luna piena a sinistra, i sette pianeti e il sole, simbolo del disco solare di Ištar. A destra, un disco alato, e una tiara con corni si identificano come simboli di Šamaš e dell'Assiria. Si vede anche un'iscrizione. 